# ریدیو تایمز
ریدیو تایمز (انگلیسی: Radio Times) یک مجله هفتگی بریتانیایی دربارهٔ فیلم، موسیقی و مطالب فرهنگی است و نخستین مجلهٔ فهرست‌گر دنیا بوده‌است.